# 薗部寿樹
薗部 寿樹（そのべ としき、1958年 - ）は、日本史学者、山形県立米沢女子短期大学教授・副学長。2024年3月定年退職。現在、山形県立米沢女子短期大学名誉教授。

## 略歴
東京都品川区生まれ。1982年筑波大学第一学群人文学類日本史専攻卒、1989年筑波大学大学院博士課程歴史・人類学研究科史学専攻単位取得退学。2001年「中近世移行期における村落内身分の研究」で博士（文学）【筑波大学】。1991年山形県立米沢女子短期大学日本史学科講師となり、1994年助教授、2004年教授。2018年副学長に就任。中世村落史が専門。2024年定年退職、山形県立米沢女子短期大学名誉教授・中央大学文学部兼任講師

## 著書
- 『日本中世村落内身分の研究』 (歴史科学叢書) 校倉書房 2002
- 『村落内身分と村落神話』 (歴史科学叢書) 校倉書房 2005
- 『日本の村と宮座 歴史的変遷と地域性』高志書院選書 高志書院 2010
- 『中世村落と名主座の研究 村落内身分の地域分布』高志書院 2011
- 『日本中世村落文書の研究 村落定書と署判』小さ子社 2018
- 『中世村落の文書と宮座』小さ子社 2023
- 『看聞日記とその時代ー好奇心旺盛な皇族・伏見宮貞成が語る中世社会ー』勉誠社 2024

## 論文
- ＜薗部寿樹